# Max Hans Joli

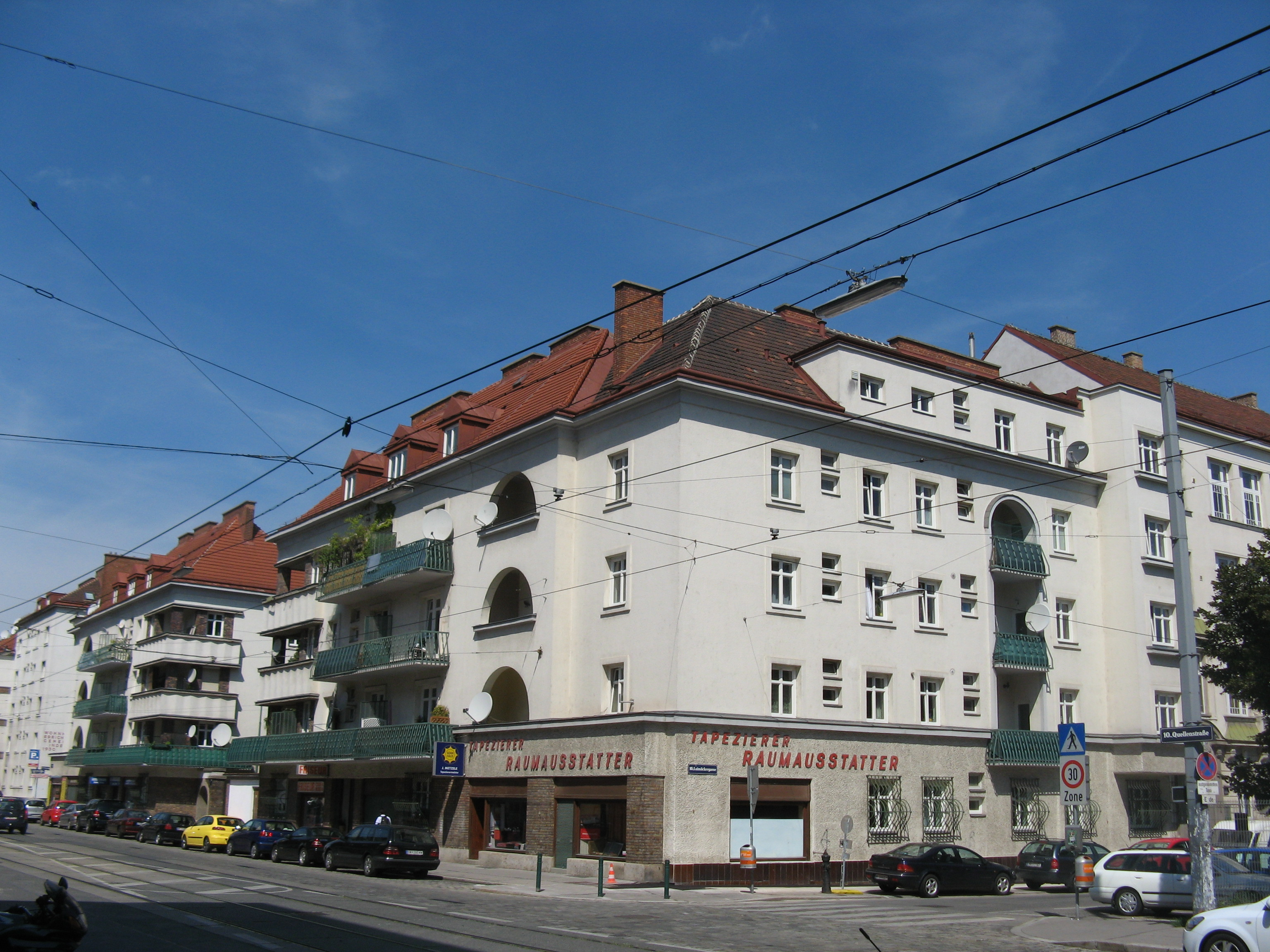
Wohnhausanlage, Quellenstraße 24A (1928)

Max Hans Joli (* 16. Juni 1879 in Wien; † 8. Juli 1946 ebenda) war ein österreichischer Architekt.

## Leben
Max Hans Joli war der Sohn eines Gartendirektors der Rothschildschen Güter und wuchs in gut situierten Verhältnissen auf. Er besuchte die Bautechnische Abteilung der Staatsgewerbeschule in Wien, die er 1899 abschloss. Von 1900 bis 1903 studierte er an der Akademie der bildenden Künste Wien in der Meisterschule bei Otto Wagner. Bald darauf war er von 1905 bis 1911 als Architekt in Teschen tätig, wo er im Atelier von Eugen Fulda mitarbeitete. Ab 1912 kehrte Joli nach Wien zurück. Während des Ersten Weltkrieges war er mit der Errichtung von Flüchtlingslagern in Niederösterreich beschäftigt, die dazu dienten die jüdische Bevölkerung, die vor den russischen Soldaten aus Galizien nach Westen geflüchtet war, aufzunehmen. Danach sind nur mehr wenige Bauten von Joli dokumentiert. In den 1930er Jahren veröffentlichte er einige Artikel in Fachzeitschriften.
Er und sein Bruder Franz Joli gehörten zu den Gründungsmitgliedern des ersten österreichischen Fußballvereins Vienna.

## Leistung
Max Hans Joli trat vor allem während seiner Studienzeit bei Otto Wagner mit aufsehenerregenden Entwürfen hervor, die immer wieder publiziert wurden. Er konnte aber nichts davon verwirklichen. Als ausführender Architekt orientierte sich Joli gerne am Heimatstil, was auch bei seiner einzigen kommunalen Wohnhausanlage für die Gemeinde Wien zu bemerken ist.

## Werke
- Ehrenhof und Ehrenzelt für den Empfang Kaiser Franz Josefs während der schlesischen Kaisermanöver, Teschen (um 1908)
- Realgymnasium, Dukelský 1, Freudenthal (1909), gemeinsam mit Eugen Fulda
- diverse Landhäuser in Teschen (um 1910)
- Bedienstetenhäuser der Wiener Straßenbahn, Hetzendorfer Straße 188, Wien 13 (1912–1914), gemeinsam mit anderen
- Flüchtlingslager Gmünd (1916)
- Flüchtlingslager, Pottendorf (1916)
- Flüchtlingslager, Bruck an der Leitha (1916)
- Wohnhaus, Eiserne Handgasse, Wien 19 (1917), Adaptierung
- Wohnhausanlage der Gemeinde Wien, Quellenstraße 24A, Wien 10 (1928)
- Innenumbau des Herrenhofs, Herrengasse 10, Wien 1 (1933)